# Oskar Gröning
SS- Rottenführer Oskar Grönning (Nienburg, Baja Sajonia, Alemania; 10 de junio de 1921-9 de marzo de 2018) fue un militar  alemán, antiguo miembro de las Waffen-SS que trabajó en el campo de concentración de Auschwitz durante la Segunda Guerra Mundial. 
Después de que su madre falleciera cuando tenía 4 años, fue educado estrictamente por su padre, un trabajador textil. Durante su infancia, se unió a varios grupos juveniles nacionalistas, como las Juventudes Hitlerianas, cuando los nazis llegaron al poder en 1933, convencido de que el nazismo era ventajoso para Alemania. Luego de terminar la escuela, Gröning obtuvo un empleo como aprendiz en un banco; pero, inspirado por las victorias en Francia y Polonia, entró en las Waffen-SS. El puesto que tenía en la administración cumplía sus aspiraciones, pero en 1942 las SS ordenaron que los trabajos de oficina debían estar reservados a los veteranos heridos y que los miembros aptos en cargos administrativos debían dedicarse a deberes más demandantes.
Este cambio dio lugar a la culminación de la carrera de Gröning en las SS: su despliegue en Auschwitz. Sus responsabilidades incluían contar y clasificar el dinero robado a los prisioneros exterminados y custodiar otras pertenencias de prisioneros en el campo antes de que fueran saqueados. Mientras estuvo en el campo de concentración, fue testigo de todo el proceso de matanza. Luego de ser transferido a una unidad activa en 1944, Gröning fue capturado por los británicos el 10 de junio de 1945, cuando su unidad se rindió. Tras ser temporalmente detenido en un antiguo campo de concentración, fue trasladado a Inglaterra en 1946, donde estuvo como trabajador forzado. Regresó a Alemania para llevar una vida relativamente normal y prefirió no hablar de su asociación con Auschwitz. No obstante, decidió hacerlo público tras enterarse del negacionismo del Holocausto, y desde entonces ha criticado abiertamente a aquellos que niegan los hechos que él presenció y la ideología que él una vez sustentó.

## Primeros años
Gröning nació en Baja Sajonia, de un padre estricto y conservador que trabajaba en la industria textil. Su madre falleció cuando tenía cuatro años. Su padre, un orgulloso nacionalista, se hizo miembro del Stahlhelm después de la derrota de Alemania en la Primera Guerra Mundial y su rabia sobre cómo Alemania había sido tratada a partir del tratado de Versalles aumentó cuando su negocio textil quebró en 1929 por no disponer de capital suficiente.
Gröning quedó fascinado por los uniformes militares y uno de sus primeros recuerdos es que miraba fotos de su abuelo, quien sirvió en un regimiento de élite del Ducado de Brunswick, subido a un caballo y tocando la trompeta.

### Infancia
Gröning sostiene que su infancia estuvo caracterizada por la “disciplina, obediencia y autoridad”. Entró en  Scharnhorst, la organización juvenil de Stahlhelm, siendo un niño en los años 1930, y luego a las Juventudes Hitlerianas cuando los nazis llegaron al poder en 1933. Influido por sus valores familiares, sintió que el nazismo era provechoso para Alemania y creía que los nazis “eran las personas que querían lo mejor para Alemania y que harían algo al respecto”. Participó en la quema de libros escritos por judíos y otros autores que los nazis consideraban degenerados, bajo la creencia de que estaba ayudando a que Alemania se liberara de una cultura extranjera y consideraba que el nacionalsocialismo estaba teniendo un efecto positivo en la economía, al apuntar a un descenso del desempleo.
Gröning terminó la escuela con altas calificaciones y comenzó una pasantía como aprendiz de empleado bancario cuando tenía 17 años, pero la guerra estalló poco después de que hubiera ocupado su puesto y de que ocho de los veinte empleados fueran llamados inmediatamente a filas. Tal situación permitió a los aprendices restantes profundizar sus carreras bancarias en un período relativamente corto; sin embargo, a pesar de estas oportunidades, Gröning y sus colegas fueron entusiasmados por las rápidas victorias alemanas en Francia y Polonia y quisieron contribuir también a ello.

## Carrera en las SS
Gröning quería inscribirse en una unidad de élite y se fijó en las Waffen-SS. Para que su padre no lo supiera, se inscribió en un hotel donde las SS estaban reclutando miembros. Gröning dijo que su padre se mostró decepcionado cuando se enteró de ello al regresar a casa después de haberse inscrito.
Gröning se describió a sí mismo como una “persona de oficina” y estaba contento con su rol en la administración de las SS, pues involucraba aspectos administrativos y militares que quería para su carrera.

### Auschwitz

#### Llegada
Gröning trabajó como contable por un año hasta 1942, cuando las SS ordenaron que los trabajos de oficina fueran reservados para los veteranos heridos y que los miembros aptos en empleos administrativos debían desempeñar trabajos más desafiantes. Gröning y unos 22 de sus colegas viajaron a Berlín, donde se presentaron a una de las oficinas  económicas de las SS. Allí, recibieron una conferencia por parte de varios oficiales de alto rango que les recordaron el juramento de lealtad que tomaron, el cual podían honrar ejerciendo una tarea difícil. La tarea era confidencial: Gröning y sus camaradas debían firmar una declaración por la cual se comprometían a no revelarla a su familia, amigos o personas fuera de su unidad. Luego de esta etapa, fueron separados en grupos más pequeños y fueron llevados a varias estaciones berlinesas, donde abordaron un tren con dirección a Katowice, con órdenes de presentarse ante el comandante de Auschwitz, un lugar del que Gröning nunca había oído con anterioridad.
Después de llegar al campo principal, les asignaron literas provisionales en los barracones de las SS y fueron calurosamente saludados por miembros de las SS que les dieron algo de comer. Gröning quedó sorprendido por la gran cantidad de alimentos disponibles, fuera de las raciones básicas de las SS y su grupo tenía curiosidad de saber qué clase de lugar era Auschwitz; sin embargo, se les dijo que descubrirían por sí mismo por qué Auschwitz era un tipo especial de campo de concentración; inmediatamente después, alguien abrió la puerta y gritó: “¡Transporte!”, lo que llevó a que tres o cuatro personas dejaran la sala.
El día siguiente, Gröning y otros recién llegados se presentaron al edificio administrativo central de las SS, donde se les preguntó por su experiencia antes de la guerra. Uno de los oficiales le dijo a Gröning que sus habilidades como empleado bancario serían útiles y lo llevó a los barracones donde se guardaba el dinero de los prisioneros. Gröning afirmó que se le dijo que, cuando los prisioneros eran registrados al ingresar al campo, su dinero era depositado allí y se les devolvería cuando dejaran el campo. No obstante, quedó claro que Auschwitz no era solo un campo de internamiento normal con raciones por encima del promedio, sino que cumplía una función adicional. Gröning fue informado que el dinero tomado de los judíos, en realidad, no les era devuelto. Cuando preguntó más, sus colegas le confirmaron que los judíos estaban siendo exterminados y esto se relacionaba con el transporte que había llegado la noche anterior.

#### Tareas
Las responsabilidades de Gröning incluyeron la clasificación y el recuento de multitud de divisas tomadas de los deportados y enviadas a Berlín. Asimismo, debía asistir al proceso de selección (no para decidir quién era asesinado, sino para proteger las pertenencias de los recién llegados hasta que fueran clasificadas). Dijo que se sorprendió al enterarse del proceso de exterminación, pero luego aceptó su participación en él, al decir que su trabajo se convirtió en “rutina” después de varios meses.
Su trabajo burocrático no lo protegería completamente de actos físicos en el proceso de exterminio: ya desde el primer día, Gröning vio ser fusilados a niños escondidos en el tren y personas incapaces de caminar que permanecieron entre la basura y los escombros después de que el proceso de selección hubiera terminado. Gröning también escuchó:

...un bebe llorando. El niño estaba tendido en la rampa, envuelto en harapos. Una madre lo había dejado atrás, tal vez porque sabía que las mujeres con niños eran enviadas a las cámaras de gas de inmediato. Vi a otro soldado de las SS agarrar al bebe por las piernas. El llanto lo había molestado. Golpeó la cabeza del bebe contra el lado de hierro de un camión hasta que se quedó en silencio.

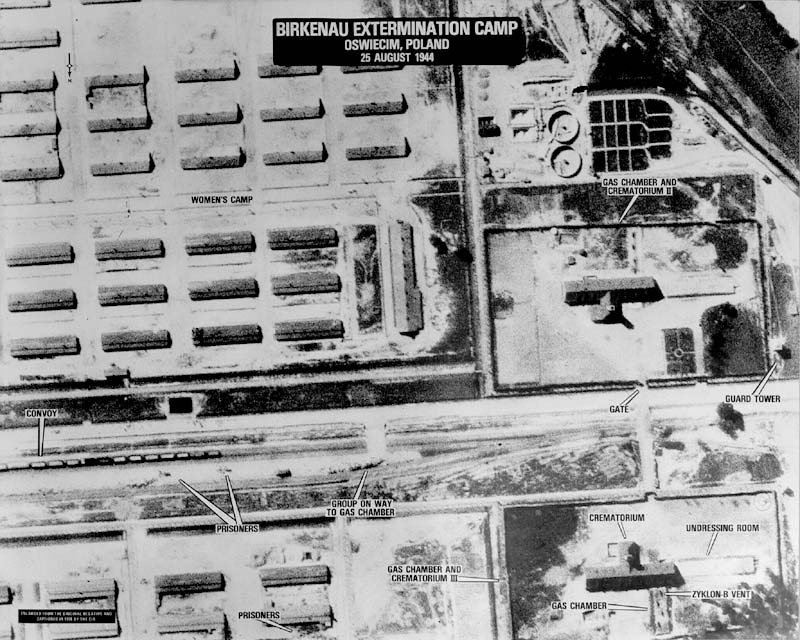
Una vista aérea de Birkenau muestra un transporte recién llegado en la vía férrea que terminaba en el campo, que fue construida en mayo de 1944. El proceso de selección había sido completado y aquellos seleccionados para ser gaseados estaban siendo llevados al crematorio II, como se ve en la puerta abierta en los terrenos del complejo.

Tras presenciar esta escena, Gröning acudió a su jefe a quien dijo que ya no era capaz de trabajar en Auschwitz: sostuvo que si la exterminación de los judíos era necesaria, «entonces, por lo menos, debe ser realizada dentro de cierto marco.» El oficial superior denegó la petición de Gröning.
Una noche, hacia fines de 1942, Gröning y sus camaradas en los barracones en el campo de las SS en las afueras de Birkenau fueron despertados por una alarma. Se les dijo que unos cuantos judíos que estaban siendo llevados a las cámaras de gas habían escapado y escondido en el bosque, por lo que se les ordenó tomar sus pistolas y buscarlos. Cuando su grupo llegó al área de exterminio del campo, vieron una granja en frente de la cual se encontraron hombres de las SS y los cuerpos de siete u ocho prisioneros que habían sido atrapados y ejecutados. Los hombres de las SS dijeron a Gröning y sus camaradas que podían ir a casa, pero estos decidieron no hacerlo y, en su lugar, dar vueltas por el bosque. Entonces, vieron como un hombre de las SS se puso una máscara de gas y vació una lata de Zyklon B en una escotilla en la pared de la cabaña. Gröning declaró que el ruido desde el interior «empezó por gritos» por un minutos y, luego, silencio. Más tarde, un camarada le mostró que los cuerpos estaban siendo quemados en un pozo, donde un kapo le contó los detalles de la incineración, por ejemplo, cómo los cadáveres parecían moverse mientras eran quemados a causa de los gases que contenían.
La tranquilidad relativa que el trabajo de Gröning le daba fue nuevamente interrumpida y, una vez más, se quejó con su jefe. Su superior, un SS-Untersturmführer, lo escuchó, pero le recordó la promesa que él y sus camaradas habían jurado y regresó al trabajo, consciente del hecho de que podía manipular su vida en Auschwitz de forma que pudiera evitar ser testigo de los aspectos más desagradables del campo de concentración.

## Después de Auschwitz

### Inglaterra
La solicitud de Gröning de ser transferido a una unidad en el frente de batalla fue exitosa y, en 1944, se unió a la unidad de la SS que peleaba en Ardenas. Fue herido y enviado al hospital de campaña antes de volver a su unidad, que finalmente se rindió a los británicos el 10 de junio de 1945.
Como prisionero de guerra, se percató que declarar su «participación en el campo de concentración de Auschwitz tendría una respuesta negativa», por lo que intentó no llamar atención hacia ese hecho. En su lugar, puso en el formulario que le habían dado los británicos que trabajó para la SS-Wirtschafts-Verwaltungshauptamt. Lo hizo porque «el vencedor siempre tiene la razón» y porque las cosas que sucedieron en Auschwitz «no siempre cumplieron con los derechos humanos».
Gröning y el resto de sus colegas de las SS fueron encarcelados en un antiguo campo de concentración nazi. Posteriormente, en 1946, fue enviado a Inglaterra como mano de obra forzada, donde tuvo una «vida muy cómoda». Se alimentó con buena comida, ganó dinero y trabajó en las Midlands y Escocia dando conciertos por cuatro meses, cantando himnos alemanes y música popular inglesa para agradar al público británico.

### Retorno a Alemania
Gröning fue liberado y regresó a Alemania en 1947 o 1948. Al reunirse con su esposa, dijo «Mujer, haznos un favor: no preguntes». No pudo recuperar su trabajo en el banco debido a que había sido miembro de las SS, por lo que consiguió un empleo en una fábrica de vidrio, donde ascendió hasta una posición administrativa. Se convirtió en jefe de personal y fue nombrado juez honorario del tribunal para casos industriales.
A su regreso a Alemania, Gröning vivió con los suegros de su padre. En una cena, una vez hicieron «un comentario tonto sobre Auschwitz» que daba a entender que era un «asesino potencial o real», por lo que Gröning estalló en cólera, golpeó su puño en la mesa y dijo: «Esta palabra y esta conexión nunca deben ser mencionadas de nuevo en mi presencia; de lo contrario, ¡me mudaré!» Gröning afirmó que esta petición fue respetada.

#### Opinión sobre el negacionismo del Holocausto
Gröning llevó una vida normal como miembro de la clase media en la posguerra. Como dedicado coleccionista de estampillas, una vez estaba en su reunión anual del club de filatelia, más de 40 años después de la guerra, cuando cayó en una conversación sobre política con otro miembro del club, quien le dijo que era «terrible» que el negacionismo del Holocausto fuera ilegal en Alemania. Llegó a decirle a Gröning cómo era imposible que tantos cuerpos hubieran sido quemados y que el volumen de gas que se suponía había sido usado habría matado a todos los seres vivos en los alrededores.
Gröning no dijo nada en respuesta a estos comentarios y solo replicó: «Sé un poco más sobre eso, lo deberíamos discutir en algún momento». El hombre le recomendó un panfleto de Thies Christophersen. Gröning obtuvo una copia y se la envió a Christophersen, tras escribir su propio comentario sobre ella, que incluía estas palabras:

Yo vi todo, las cámaras de gas, las cremaciones, el proceso de selección. Un millón y medio de judíos fueron asesinados en Auschwitz. Yo estuve allí.

 Desde entonces, Gröning empezó a recibir llamadas telefónicas y cartas de extraños que intentaban decirle que Auschwitz no era en realidad un lugar para exterminar a seres humanos en cámaras de gas.
Se hizo evidente que sus comentarios condenando el negacionismo del Holocausto habían sido impresos en una revista neonazi y que la mayoría de las llamadas y cartas anónimas eran «de personas que intentaban probar que lo que yo había visto con mis propios ojos, lo que había experimentado en Auschwitz era un gran, gran error, una gran alucinación de mi parte porque no había sucedido.»
Como resultado de tales comentarios, Gröning decidió hablar abiertamente sobre sus experiencias y denunció públicamente a las personas que sostenían que los hechos que él había presenciado nunca pasaron. Afirmó que su mensaje a los negacionistas del Holocausto era:

Créanme, yo vi las cámaras de gas, vi los crematorios, vi los fogones. Yo estaba en la rampa cuando tuvieron lugar las selecciones. Quisiera que me creyeran, estas atrocidades sucedieron, yo estuve allí.

Gröning también escribió unas 87 páginas de memorias para su familia.

## Juicio
Desde el 21 de abril de 2015, Gröning fue juzgado en la ciudad alemana de Lüneburg, situada en baja Sajonia, acusado de ser cómplice de al menos 300 000 muertes. El 15 de julio de 2015, fue condenado por la Audiencia de Lüneburg a 4 años de prisión por "complicidad" en el asesinato de 300 000 judíos en Auschwitz.
Falleció el 12 de marzo de 2018 a la edad de 96 años, antes de iniciar su sentencia.